# Giovanni Coccoluto
Giovanni Coccoluto (Trieste, 5 de agosto de 1993) es un deportista italiano que compitió en vela en la clase Laser. Ganó una medalla de bronce en el Campeonato Europeo de Laser de 2016.

## Palmarés internacional
| \| Campeonato Europeo \| Campeonato Europeo \| Campeonato Europeo \| Campeonato Europeo \| \| Año \| Lugar \| Medalla \| Clase \| \| ------------------ \| ----------------------------------- \| ------------------ \| ------------------ \| \| 2016 \| Las Palmas de Gran Canaria (España) \| Medalla de bronce \| Laser \| |                                     |                   |       |
| Campeonato Europeo |                                     |                   |       |
| Año | Lugar                               | Medalla           | Clase |
| 2016 | Las Palmas de Gran Canaria (España) | Medalla de bronce | Laser |